# Old Rag Mountain
Old Rag Mountain, w skrócie Old Rag, to góra w Stanach Zjednoczonych, w stanie Wirginia. Należy do Pasma Błękitnego i położona jest w obrębie Parku Narodowego Shenandoah. Na jej wierzchołek, który ma wysokość 996 m n.p.m., prowadzi popularny szlak turystyczny znakowany na niebiesko. Jest on stosunkowo trudny technicznie, 2–3 w amerykańskiej skali trudności dróg skalnych, co oznacza, że wymaga wspinaczki z użyciem rąk.
Góra jest również popularnym miejscem wspinaczkowym. Znajduje się na niej ponad 100 dróg wspinaczkowych, z których większość ma ranking 5.7–5.12 w amerykańskiej skali trudności dróg skalnych.